# 味の大王
味の大王（あじのだいおう）は、北海道に本拠を置くラーメンチェーン店。苫小牧市と室蘭市にそれぞれ本拠を置く2つのチェーン系列がある。カレーラーメン・とまこまいカレーラーメン・室蘭カレーラーメン発祥のラーメン店と言われている。

## 概要
北海道におけるカレーラーメンの発祥店は、苫小牧市に本拠を構える「味の大王 総本店」である 。また、店舗によってメニューは異なるがカレーラーメンはどの店でも味わえる。現在、総本店が運営するチェーン店と「味の大王 室蘭本店」を派生とするチェーン店（以下、「室蘭系列」と表記する）がある。両者の区別は店名（「味の」「大王」の間）に○の中に王の印が入ると総本店の系列である。ちなみに、両者の資本的つながりはない。室蘭本店の創業者小柳弘を派生とする室蘭系列は、岩見沢駅前で食した「味の大王」のラーメンがきっかけで弟子入りし修行した経緯が始まりである。

## 沿革
総本店系列
- 1965年、創業者である高橋一郎が苫小牧市大町にて食堂を創業し、カレーラーメンをメニュー化したことに始まる。その後、経営難により廃業。
- 1967年、親族がいる岩見沢市へ移住。岩見沢駅前商店街にてラーメン専門店「味の大王」を創業。
- 1971年、苫小牧市錦町に移転。
- 1994年、苫小牧市植苗に移転。
- 2007年、創業者の実子である高橋浩一が代表として「味の大王 総本店」を運営している。

室蘭系列
- 1971年、創業者である小柳弘が岩見沢駅前の「味の大王」で食したラーメンをきっかけに弟子入りし、修行。
- 1972年、室蘭市輪西町にてラーメン専門店「味の大王」を創業。
- 1973年、中央町への出店後に本店機能を移し、「味の大王 室蘭本店」に屋号を変更。

## 店舗
総本店系列
- 岩見沢
  - 1967年、開店。1971年、閉店。
- 錦町店
  - 1971年、苫小牧錦町1丁目5-12に開店。現在、閉店。
- 総本店
  - 1994年、苫小牧市字植苗138-8に居抜き出店。総本店として運営。代表は、高橋浩一。
  - 2018年8月、開店時間を7時に早めて朝ラーの提供を始めた[3]。
- 大町店
  - 白老町大町に開店。FC店。
- 登別温泉店
  - 登別市登別温泉町29に開店。FC店。
- 味道園（味の大王ラーメン）
  - 平取町振内町26-26に開店。FC店。
- egao店（旧称：サンプラザ店）
  - 苫小牧市表町6-2-1 egaoビル7Fに開店。2014年8月31日同ビル閉鎖に伴い閉店。
- 札幌店（札幌ら〜めん共和国内）
  - 2007年10月4日から2008年9月28日まで出店。
- 先駆（せんく）（旧称：札幌屯田店）
  - 2008年10月3日、札幌市北区屯田に開店。2010年10月23日、屋号を「先駆（せんく）」に変更し、店舗を全面的に改装。2015年3月27日、閉店。
- ラーメン大王 新札幌店
  - 2008年10月、札幌市厚別区厚別中央1条7丁目2-43に開店。FC店。
- 生粋（キッスイ）
  - 2010年5月21日、苫小牧市春日町3丁目16-19に開店。
- GYOZA BAR 鐵（クロガネ）
  - 代表の高橋浩一がプロデュースをした店舗。餃子・ラーメンが食られるバー。2014年6月28日、苫小牧市大町2丁目1-17 キリンビル1Fに開店。
- 知新（ちあら）
  - 2015年6月、苫小牧市澄川町4丁目14-17に開店。

室蘭系列
- 輪西店
  - 1971年9月、室蘭市輪西町1丁目18-2に開店。岩見沢よりのれん分けした店舗であり、室蘭系の創業の地でもある。現在は閉店している
- 室蘭本店
  - 1972年、輪西町より本店機能を移設し、室蘭市中央町2丁目9-3に開店。現在の室蘭カレーラーメンの火付け役となった店舗。代表は小柳富資。
- なかじま店
  - 1981年4月、室蘭本店よりのれん分け（創業者の親族経営）し、室蘭市中島町1丁目8-8に創業。店前の道路拡張工事により2006年4月16日に閉店。2006年8月2日、室蘭市中島町1丁目8-11に再開店。
- 東室蘭西口店
  - 室蘭市中島町3丁目25-9に開店。
- 市役所前店
  - 室蘭市中央町3丁目6-7に開店。
- 美唄店
  - 2005年、美唄市茶志内町本町5（南茶志内神社横）に開店。創業者の小柳弘が運営。2025年2月10日、小柳弘氏が逝去（満83歳）
- 幌別店
  - 登別市中央町2丁目3に開店。

## 広報活動
道内における人気店ということもあり、様々なタイアップ製品が開発されている。また、苫小牧市・室蘭市共に町おこしにカレーラーメンを扱い其々「とまこまいカレーラーメン振興局」「室蘭カレーラーメンの会」として活動している。

### タイアップ商品
総本店系列
- 2001年、店内での販売目的であるお土産用のラーメン。「北海道の味 元祖カレーラーメン」（2食入、6食入・レトルト食品）が店頭販売を開始。
- 2006年10月20日、「北海道苫小牧 味の大王監修 元祖カレーラーメン」（レンジアップ麺）がセブンイレブンより発売（2009年7月27日再発売、9月4日全国発売）[6]。
- 2008年1月、「味の大王店主監修 元祖カレーラーメン」（化粧箱2食入・スープ付きチルド麺）が菊水より発売。
- 2010年、「味の大王 総本店 元祖カレーラーメン」（カップ麺）がセブンイレブンより発売（製造元：明星食品）。
- 2012年8月18日、「味の大王店主監修 元祖カレーラーメン」が菊水より全国へ先行発売し、10月1日より道内で販売開始[7]。
- 2013年2月11日、「つけめん職人 味の大王カレーつけ麺」（スープ付きチルド麺）が菊水より全国へ先行発売し、3月より道内で販売開始。
- 2015年4月1日、「寒干し 味の大王 元祖カレーラーメン」（インスタントラーメン）が菊水より全国発売[8]。
- 2021年6月14日、「全国ラーメン店マップ 苫小牧編 味の大王 元祖カレーラーメン」（カップ麺）がエースコックより発売。

室蘭系列
- 2007年6月、「室蘭カレーラーメンの会 会長が作った室蘭カレーラーメン」（カップ麺）がサークルKサンクスより発売（製造元：十勝新津製麺）[9]。
- 2010年3月1日、「わが家の麺自慢 室蘭カレーラーメン」（冷凍食品）がニッスイより発売[9]。
- 2011年2月14日、「日清 北海道のラーメン屋さん 室蘭カレーラーメン」5食パック（インスタントラーメン）が日清食品より発売[10]。
- 2011年2月22日、「味の大王 室蘭本店 店主監修のレンジカレーラーメン」（レンジアップ麺）がローソンより発売（2012年2月7日再発売）[11]。
- 2011年3月14日、「日清 北の太麺堂々 室蘭カレーラーメン」（カップ麺）が日清食品より発売[10]。
- 2012年12月25日、「室蘭カレーラーメンの会監修 カレー焼きそばおにぎり」（おにぎり）がサークルKサンクスより発売[12]。
- 2013年3月1日、「室蘭カレーラーメンの会監修 ラブラブサンド 室蘭カレーラーメン」（パン）が日糧製パンより発売[13]。

## 関連人物
- 安倍なつみ（なっち）（元モーニング娘。）・安倍麻美（実妹） - 味の大王 なかじま店
  - 室蘭カレーラーメンの火付け役のひとり。安倍なつみは、室蘭市の出身であり、自身のラジオ番組で幼少期の頃に一家が店の常連客であったことが紹介され、聖地巡礼としてファンが集まったことがきっかけとなり室蘭カレーラーメンの存在が知れ渡る[14][15]。